# Château de Bagatelle

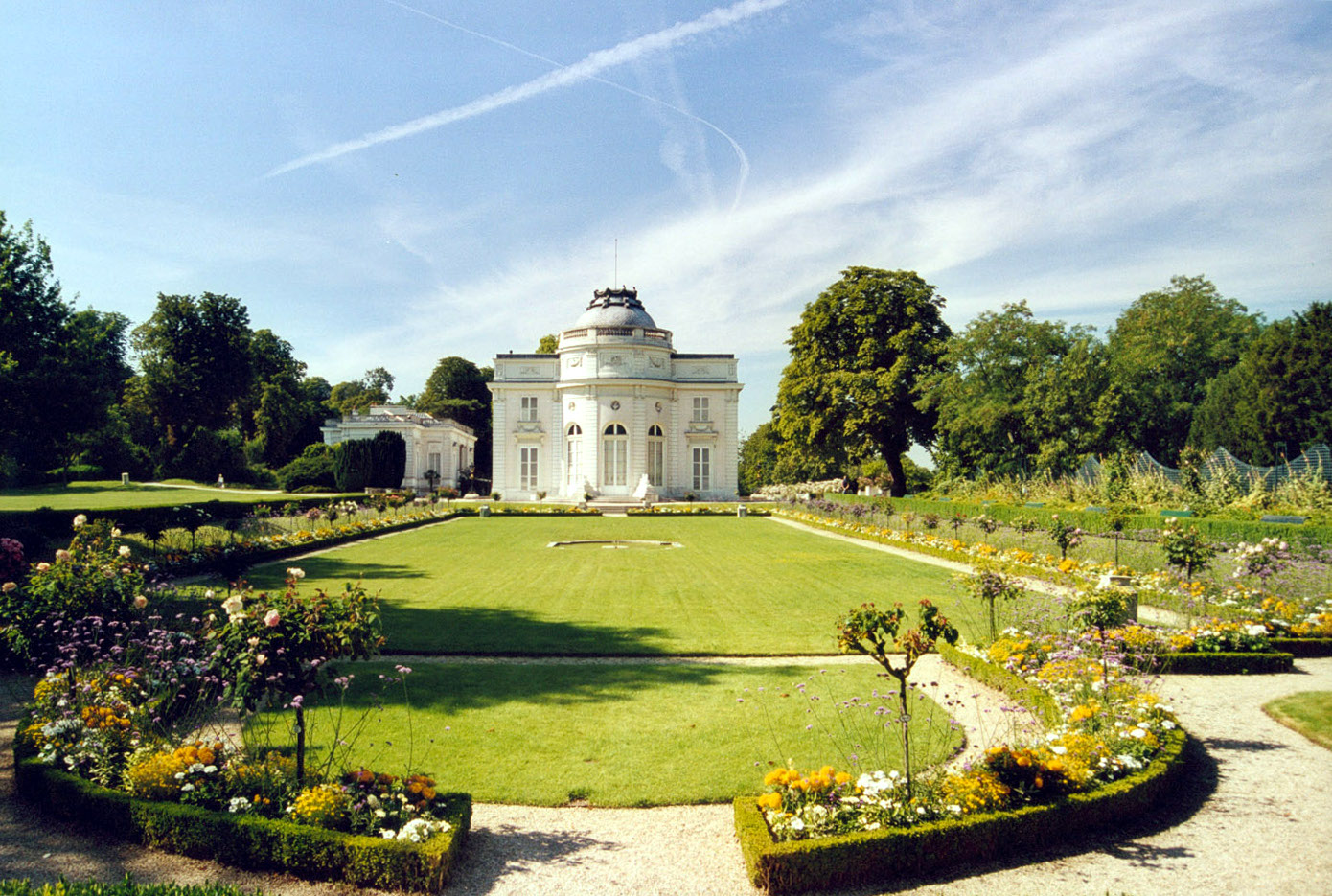
Vista del giardino e del prospetto posteriore

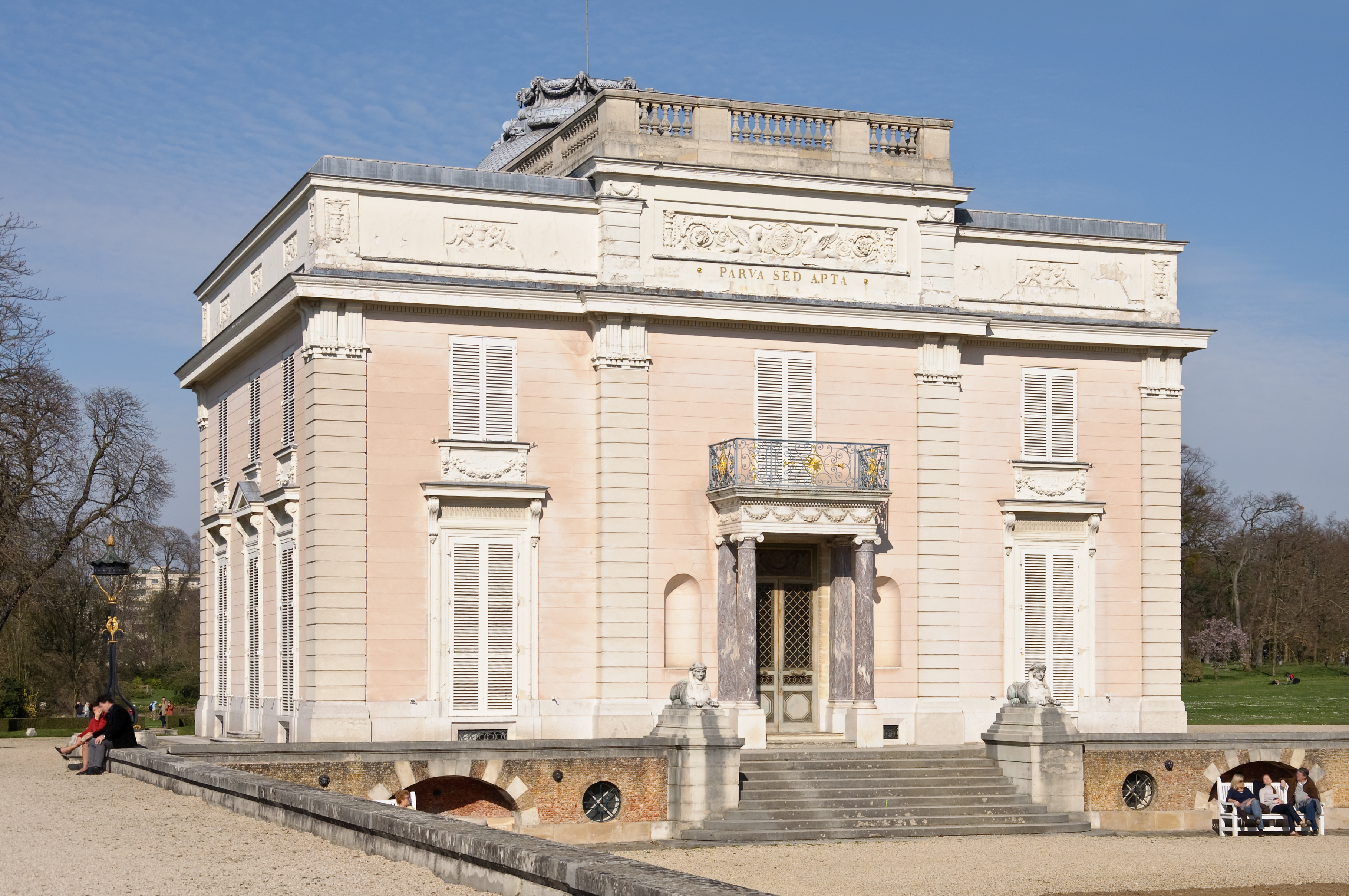
Vista frontale

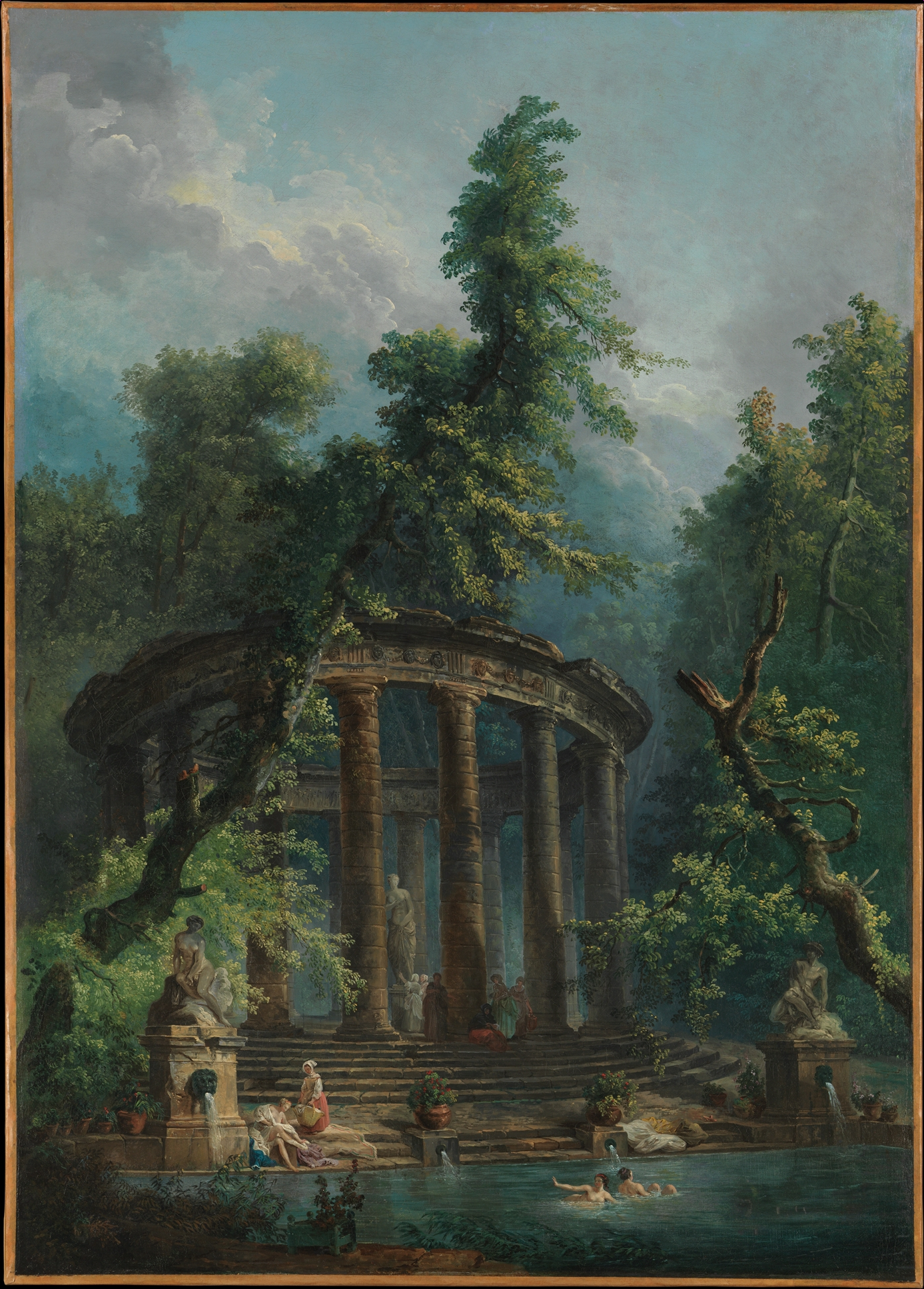
The Bathing Pool di Hubert Robert fu al castello di Bagatelle fino al 1808.

Lo Château de Bagatelle è un piccolo castello in stile neoclassico situato dentro il Parc de Bagatelle. Il complesse comprende diversi piccoli giardini francesi formali, un roseto e un'orangerie per un totale di 24 ettari di giardini in stile paesaggistico francese all'interno del più vasto bois de Boulogne, che si trova nel XVI arrondissement di Parigi.
C'è anche uno Château de Bagatelle situato vicino ad Abbeville nel nord della Francia.

## Origini
Il castello è un parco giochi glorificato, in realtà una maison de plaisance destinata a brevi soggiorni durante la caccia nel Bois de Boulogne in un'atmosfera di festa. La parola francese bagatelle, dalla parola italiana bagatella, significa una sciocchezza o un piccolo nulla decorativo. Inizialmente, nel 1720, sul sito fu costruito un piccolo padiglione di caccia per il maresciallo d'Estrées.
Nel 1775 il conte d'Artois, fratello di Luigi XVI di Francia, acquistò la proprietà dal principe de Chimay. Il conte fece presto demolire la casa esistente, con l'intenzione di ricostruirla. È noto che Maria Antonietta scommise contro il conte, suo cognato, che il nuovo castello non poteva essere completato entro tre mesi. Il conte incaricò l'architetto neoclassico François-Joseph Bélanger di progettare l'edificio che rimane oggi nel parco.
Il Conte vinse la sua scommessa, completando la casa, l'unica residenza mai progettata e costruita espressamente per lui, in sessantatré giorni, a partire dal settembre 1777. Si stima che il progetto, che comprendeva giardini ben curati, occupò ottocento operai e costò oltre tre milioni di lire. Il cognato di Bélanger, Jean-Démosthène Dugourc, fornì gran parte dei dettagli decorativi.
L'elemento centrale a cupola era una sala per la musica. La camera da letto principale era allestita alla maniera di una tenda militare, e Hubert Robert eseguì una serie di sei paesaggi all'italiana per il bagno. La maggior parte degli arredi furono forniti da numerosi mercanti parigini, in particolare Dominique Daguerre, e un pittore decoratore fu A.L. Delabrière.

## Motto
Sulla trabeazione della facciata d'ingresso sono incise le parole latine Parva sed Apta  ("Piccolo ma adatto"), copiate dall'iscrizione che il poeta italiano Ludovico Ariosto aveva iscritto sulla sua modesta casa a Ferrara. L'iscrizione completa diceva:
Parva sed apta mihi,
Sed nulli obnoxia, sed non Sordida,
Parta meo sed tamen aere domus.

## Storia

Il Parc de Bagatelle, Parigi.

Nel 1777, nella casa recentemente completata, fu organizzata una festa in onore di Luigi XVI e della regina. La festa prevedeva un nuovo gioco da tavolo con un piccolo tavolo da biliardo con bordi rialzati e stecche, che i giocatori usavano per lanciare palline d'avorio su un campo di gioco inclinato. Il gioco da tavolo fu soprannominato "bagatelle", dal Conte, e poco dopo si diffuse in Francia, evolvendosi in varie forme che alla fine culminarono nel moderno flipper.
Gli spazi del giardino formale che circondava il castello, che era collegato alle sue dipendenze da gallerie, vennero ampliati con un parco circostante in stile paesaggistico inglese naturalistico dal progettista di giardini scozzese Thomas Blaikie, e punteggiato da rovine fittizie, un obelisco, una pagoda, capanne e grotte di eremiti primitivi.
Una festa data il 20 maggio 1780, descritta nel diario di Blaikie, dà un senso dell'atmosfera stravagante.
Dopo la Rivoluzione, Napoleone Bonaparte vi insediò suo figlio, il Re di Roma, prima che il castello fosse restituito ai Borboni. Nel 1835 fu venduto da Henry, Conte di Chambord a Francis Seymour-Conway, III marchese di Hertford e fu ereditato alla sua morte, sette anni dopo, da suo figlio, il IV marchese di Hertford, che già viveva a Parigi per la maggior parte dell'anno. Conteneva la maggior parte della sua vasta collezione di dipinti, sculture, mobili e opere d'arte decorativa francesi, la gran parte della quale andò a formare la Wallace Collection a Londra. Bagatelle subì cinque anni di ristrutturazione e ampliamenti, e poi Lord Hertford non vi risiedette fino al 1848.
Come la maggior parte delle sue proprietà non vincolate, Bagatelle fu lasciato al figlio illegittimo Sir Richard Wallace alla morte di Lord Hertford nel 1870, poiché la sua proprietà e il suo titolo passarono a un lontano cugino. Bagatelle fu acquistata dal suo erede, Sir John Murray-Scott, dalla città di Parigi nel 1905.

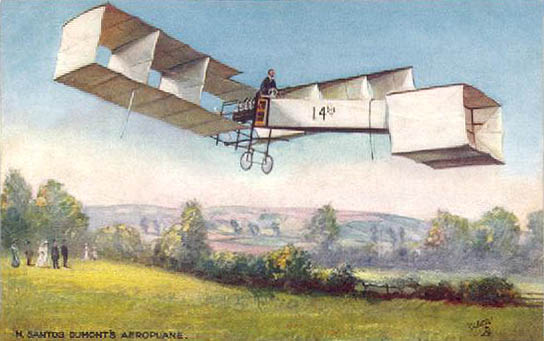
Il Santos-Dumont 14-bis su una vecchia cartolina, mentre sorvola il parco del castello

I giardini di Bagatelle, creati da Jean-Claude Nicolas Forestier, il commissario per i giardini della città di Parigi, sono la sede dell'annuale Concours international de roses nouvelles de Bagatelle, un concorso internazionale per nuove rose organizzato dalla città di Parigi nel mese di giugno di ogni anno. Fu organizzato per la prima volta nel 1907, diventando così il più antico concorso al mondo dedicato a questo fiore.
Sebbene le vendite rivoluzionarie avessero svuotato la casa, a Bagatelle al tempo di Sir John Murray-Scott c'erano repliche dei vasi di bronzo di Versailles. Dopo la vendita della casa da parte di Sir John Murray-Scott, i vasi furono inviati alla casa di suo fratello, Nether Swell Manor nel Gloucestershire.
Nel 1892, lo stadio Bagatelle ospitò la prima partita del campionato francese di rugby a 15, in cui la squadra locale del Racing Club de France, predecessore dell'odierno Racing 92, sconfisse per 4-3 i compagni parigini dello Stade Français. Il Bagatelle ha anche ospitato alcuni degli eventi di polo alle Olimpiadi estive del 1924 nella vicina Parigi.
Numerosi esperimenti di aviazione condotti dall'aviatore pioniere Alberto Santos-Dumont utilizzarono i terreni di Bagatelle, accanto al castello, come un campo di volo, in particolare i voli iniziali del suo biplano canard Santos-Dumont 14-bis del 1906.

## Galleria d'immagini

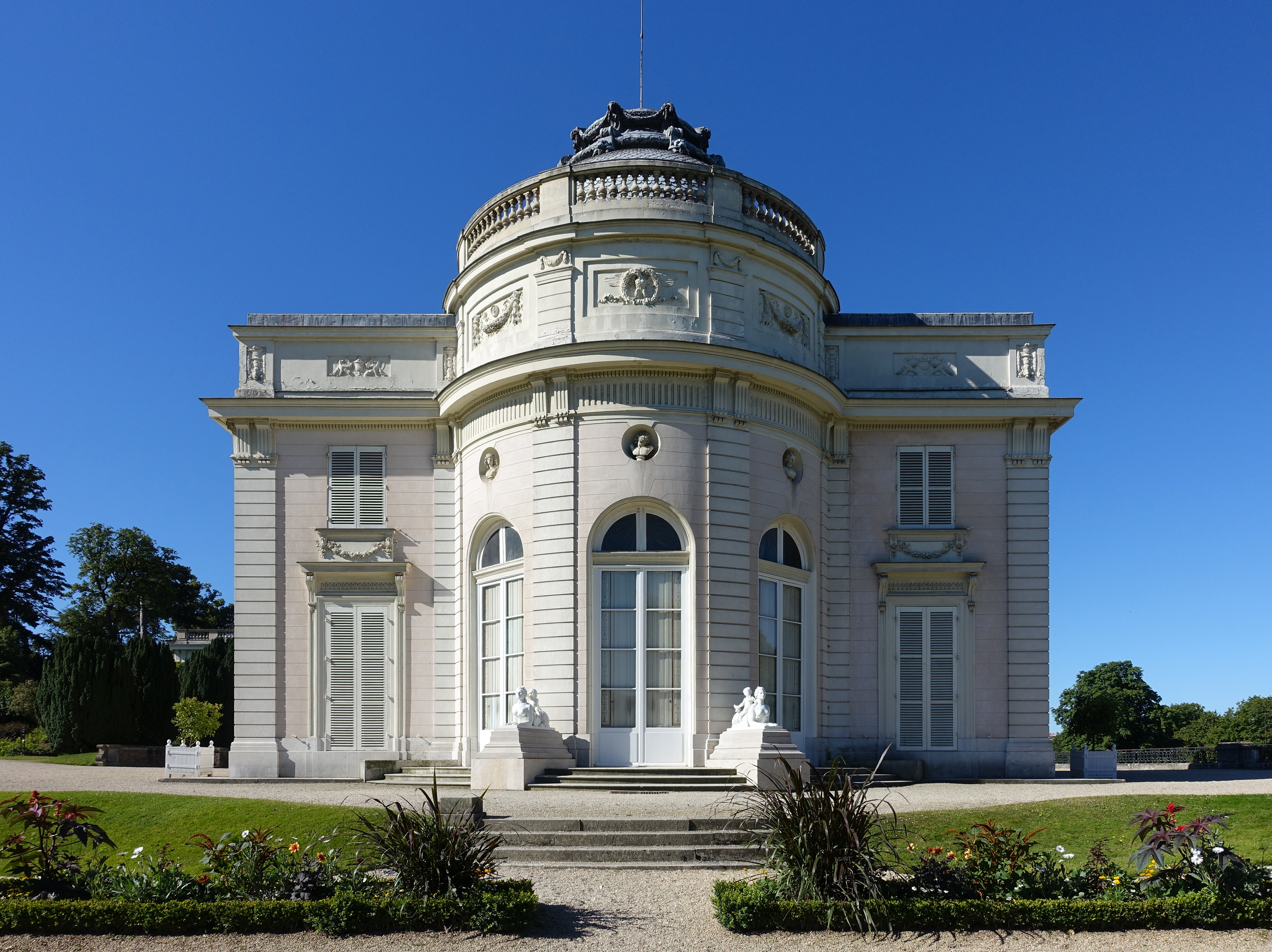
Vista posteriore a luglio 2016
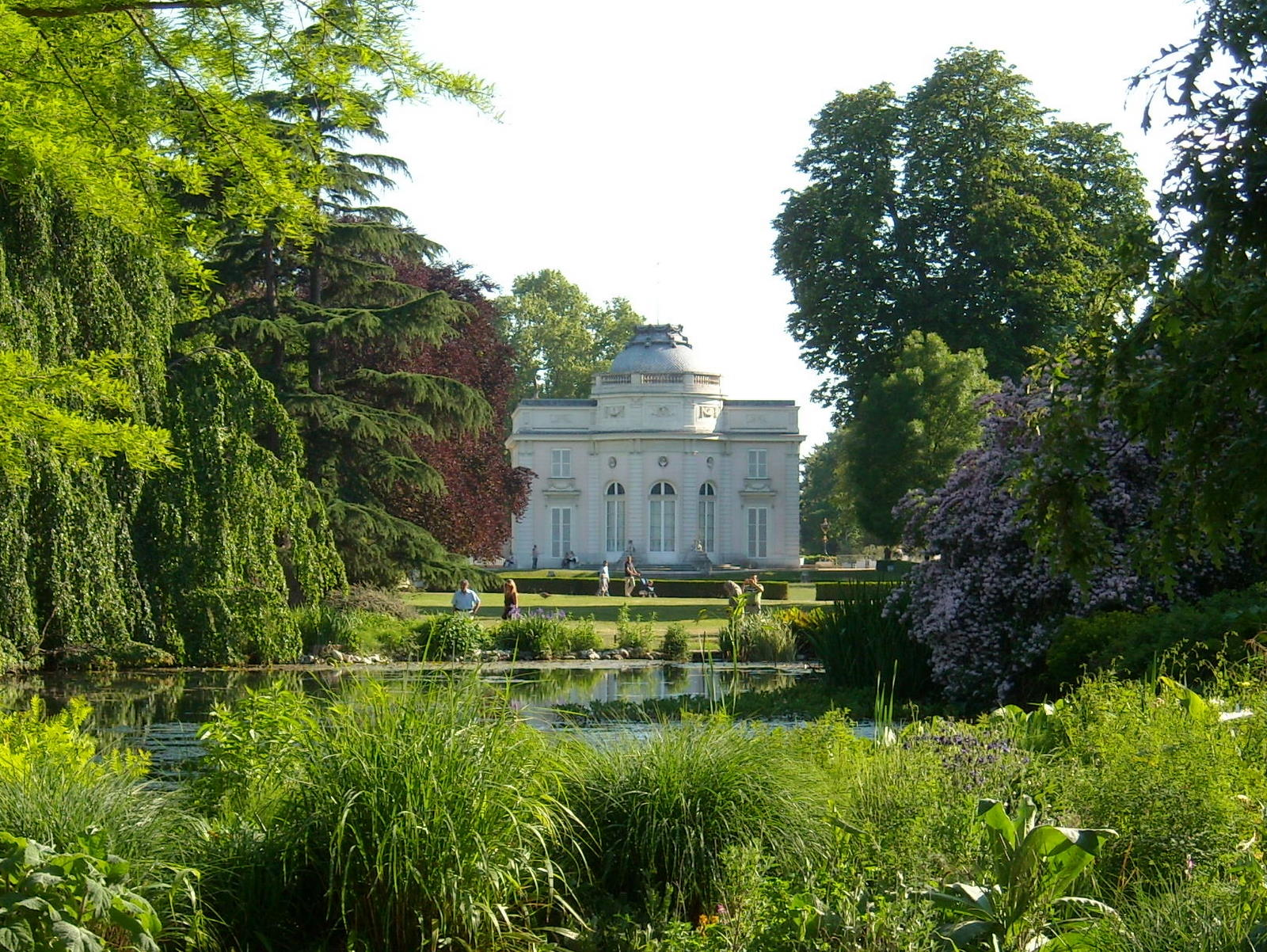
Dal giardino nel maggio 2010
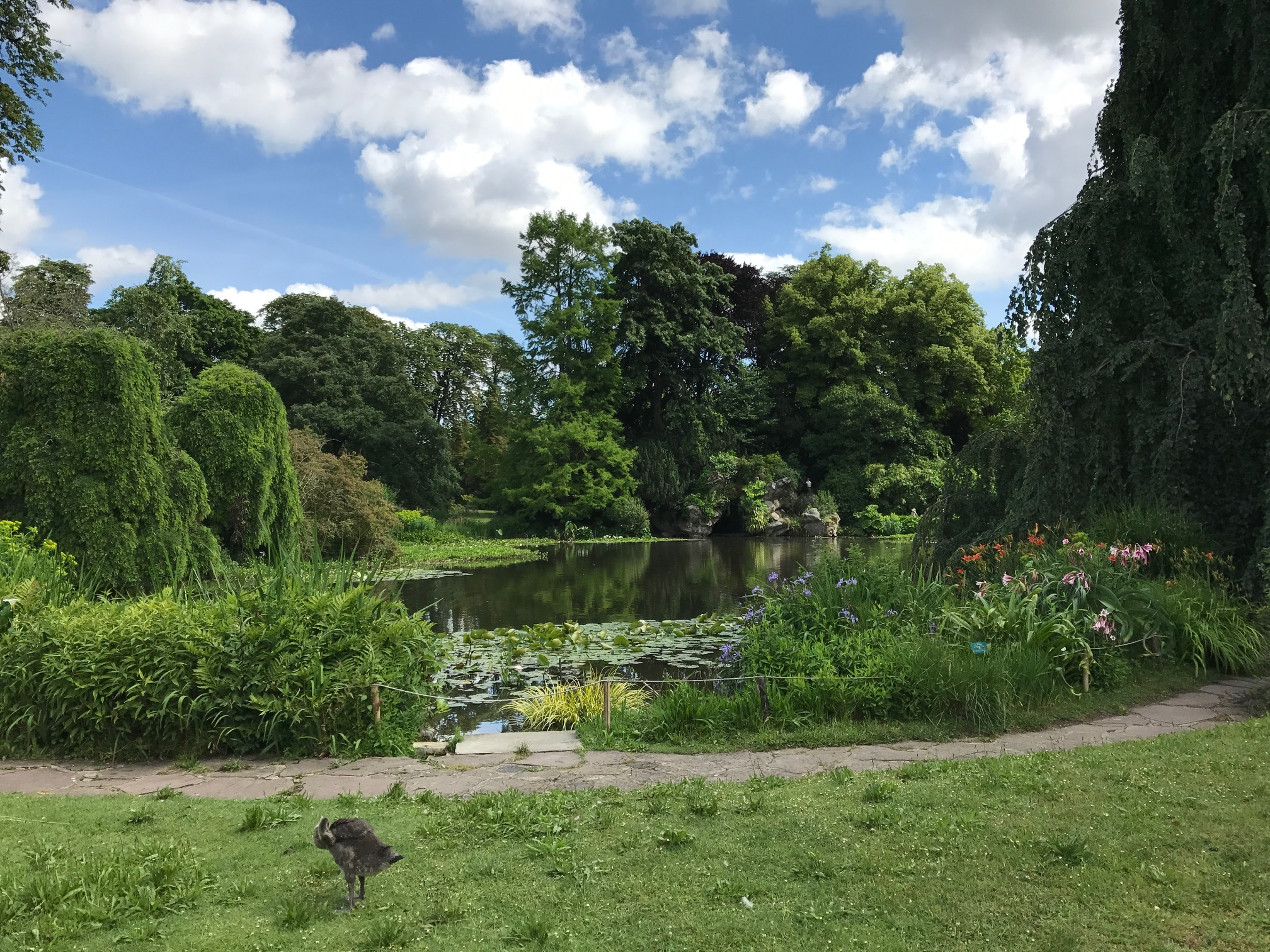
Lo stagno
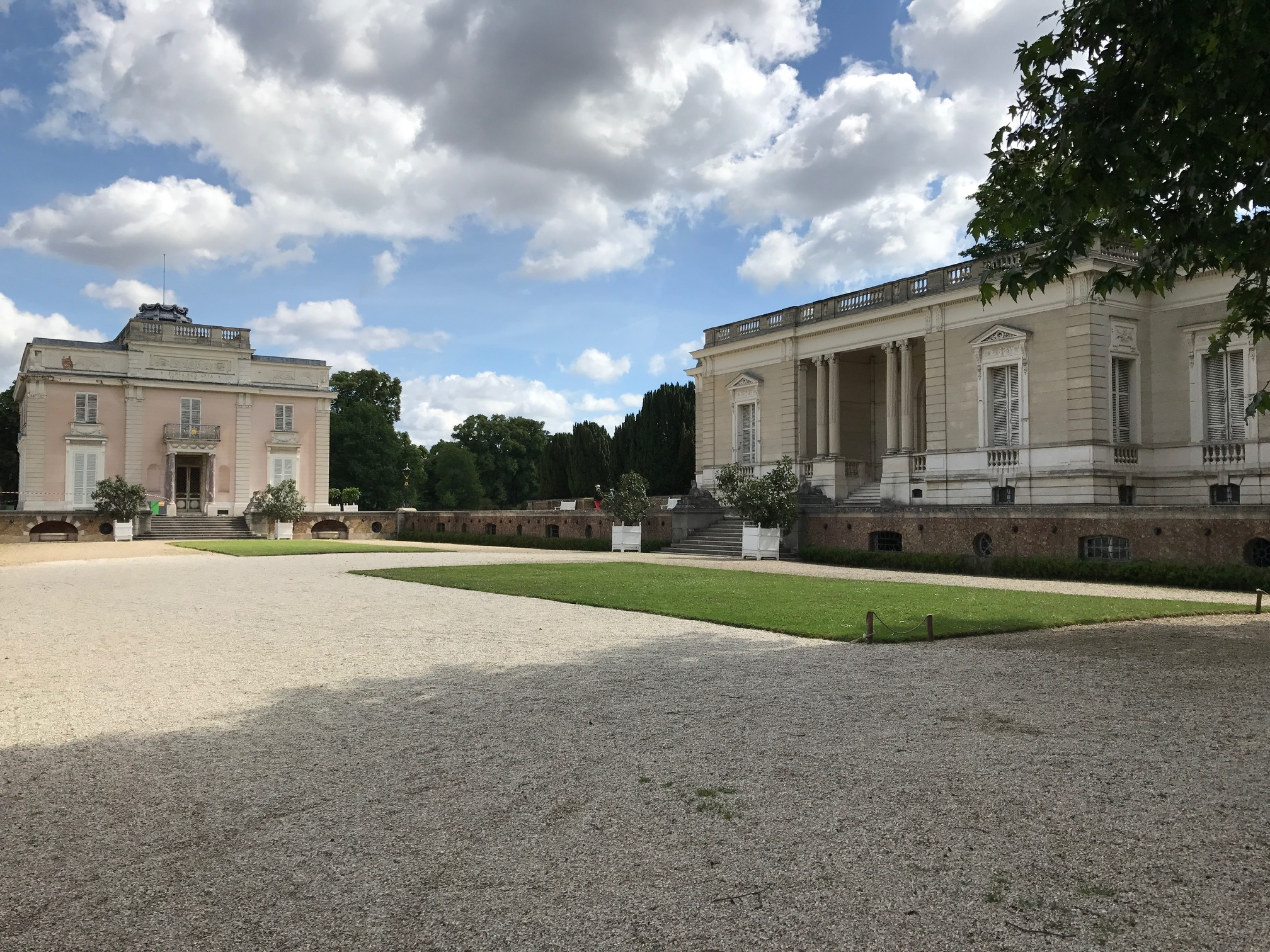
I due edifici principali
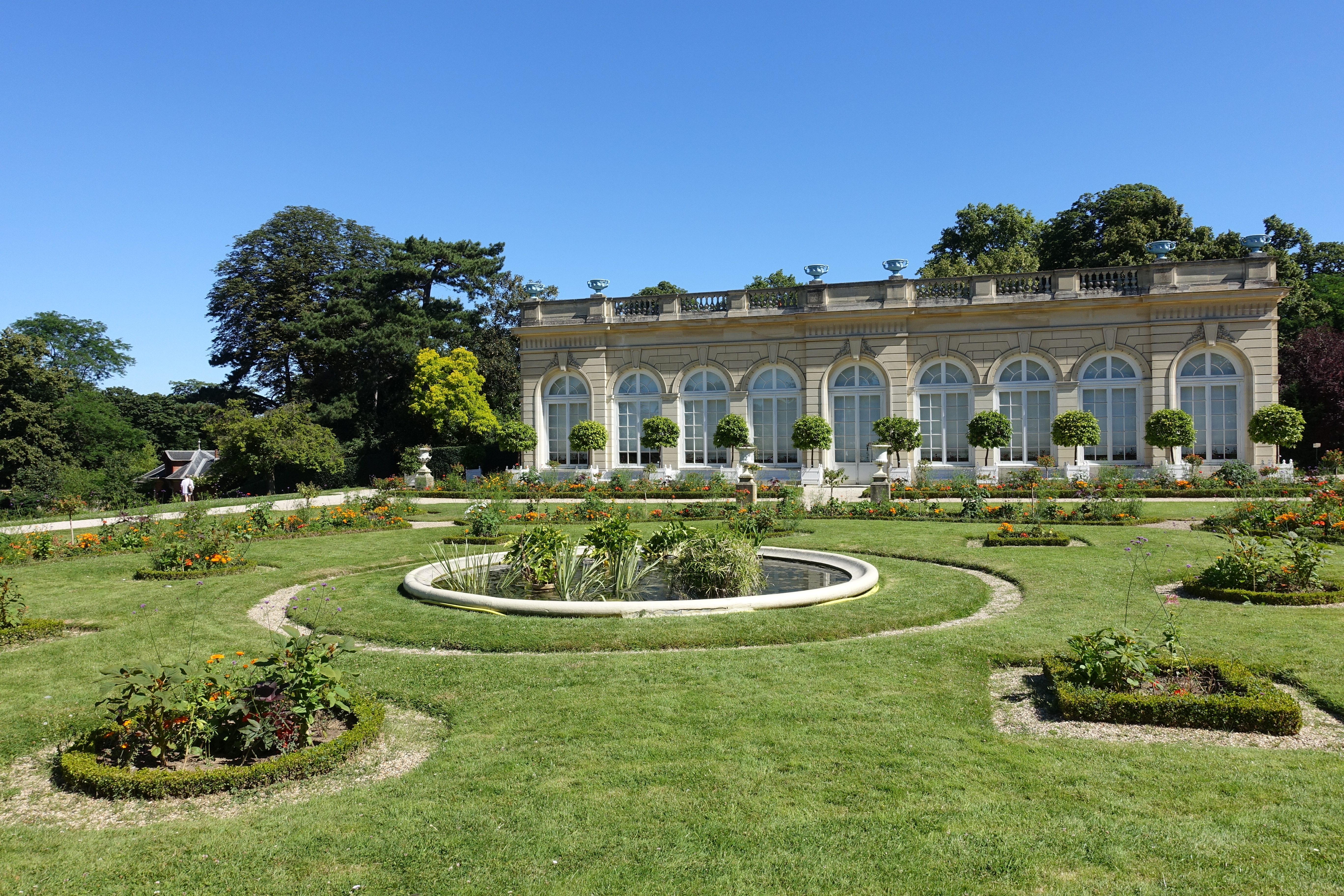
L'Orangerie
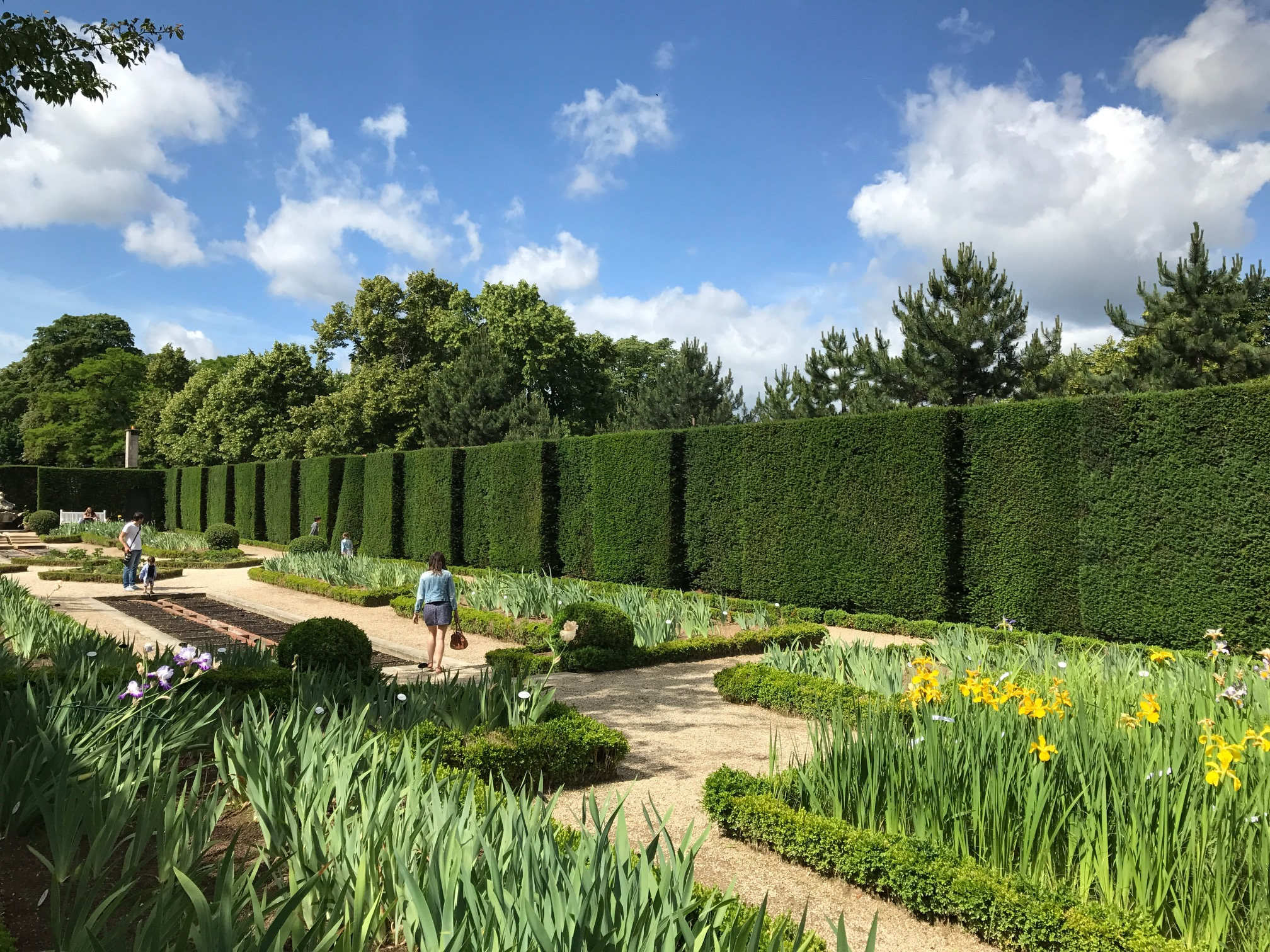
Un giardino formale
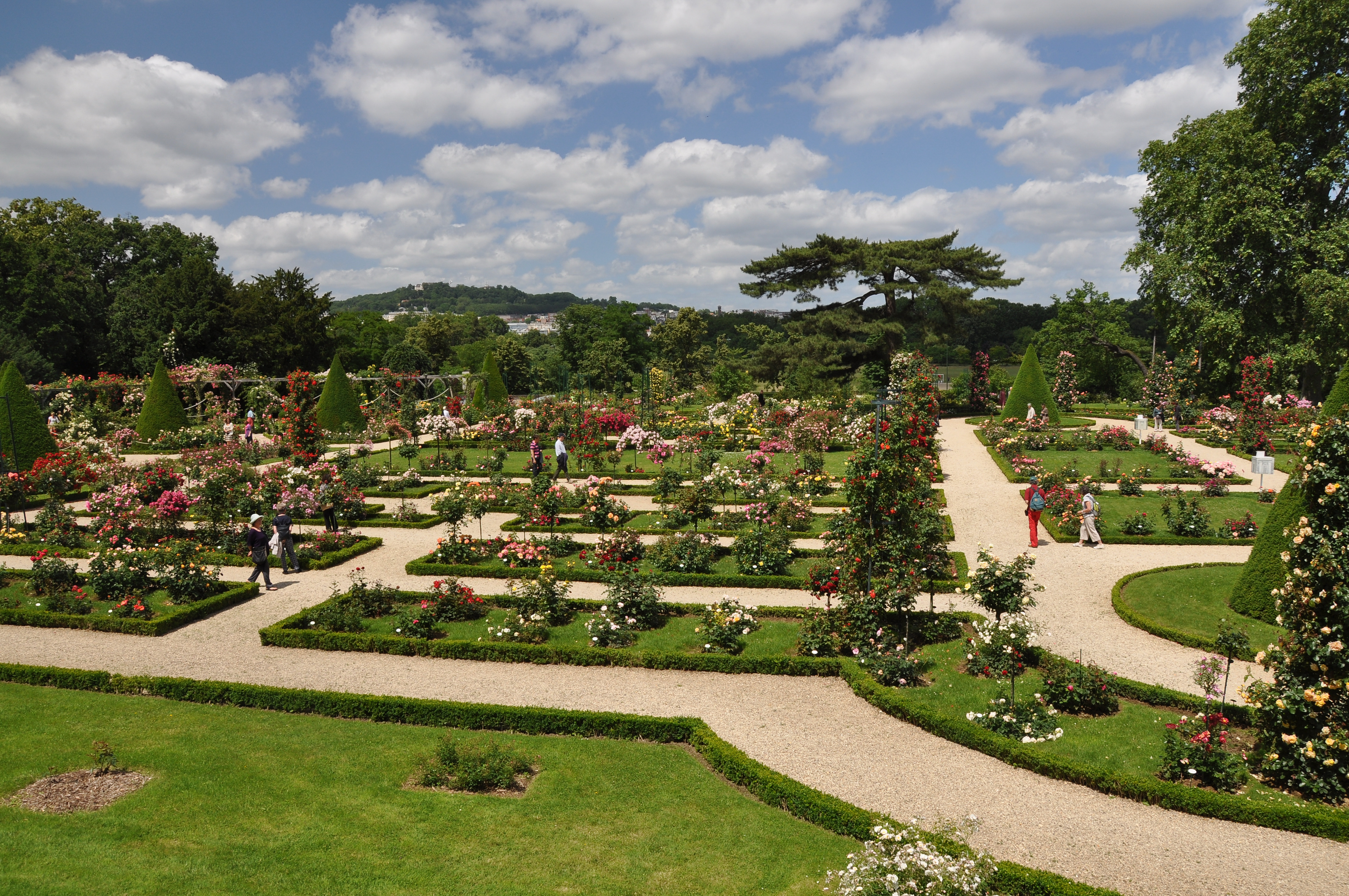
Il roseto
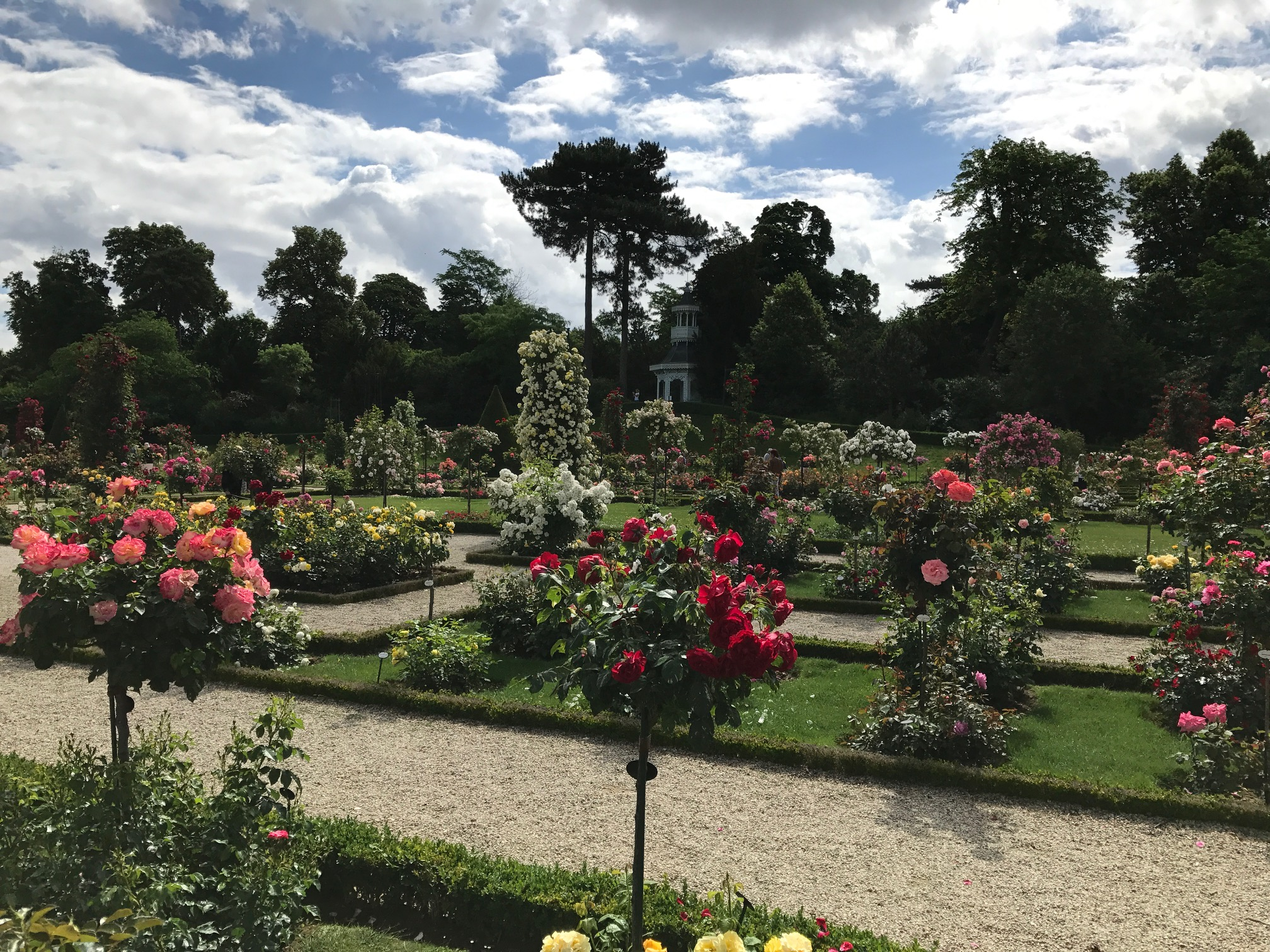
Il roseto
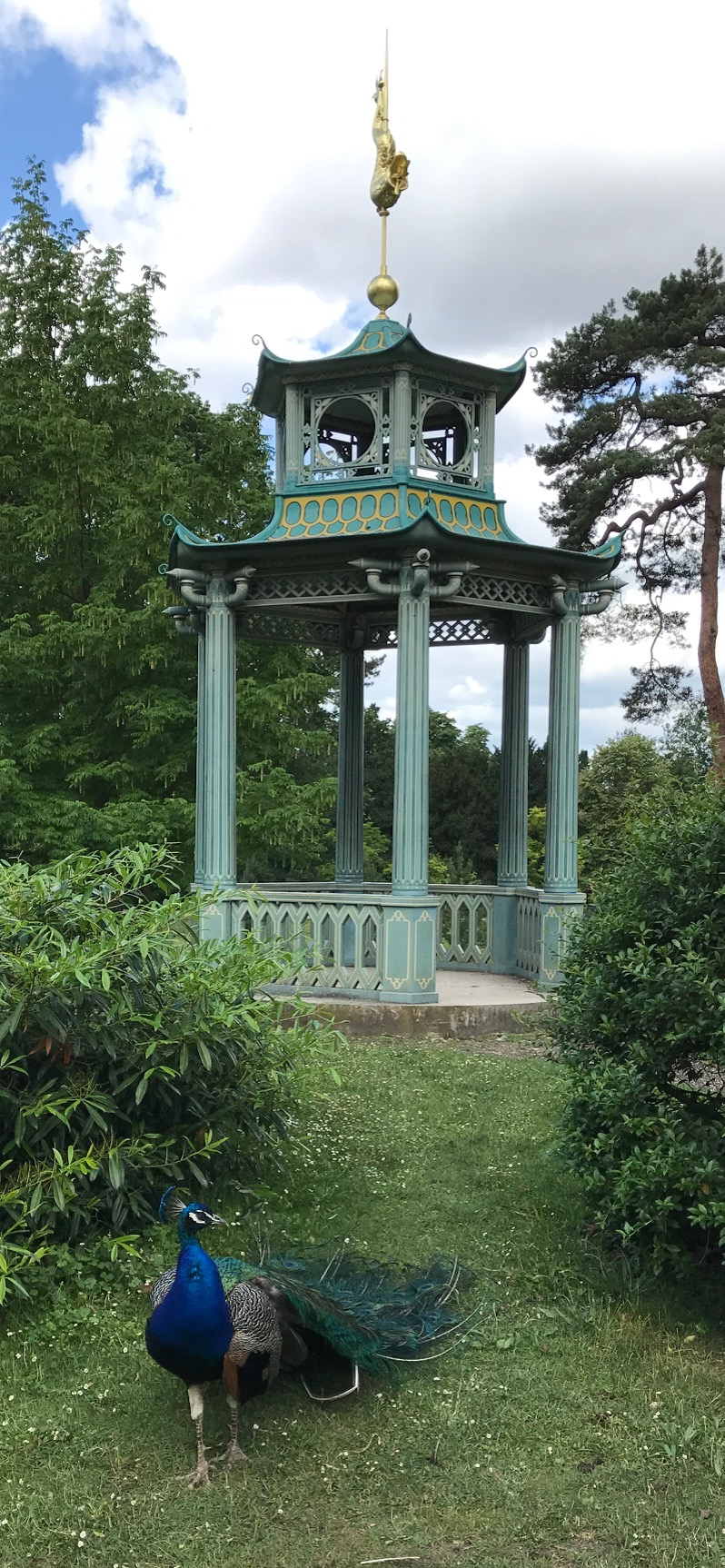
Una follia